# Aiden Starr
Aiden Starr, née le 27 août 1979 à New Milford dans le New Jersey, est une actrice américaine de films pornographiques et mannequin fétichiste.

## Filmographie succincte
Le nom du film est suivi du nom de ses partenaires lors des scènes pornographiques.
- 2004 : Pussyman's Decadent Divas 24 avec Vanessa Blue et Jada Fire
- 2005 : Dolly Dreams (rôle non sexuel)
- 2006 : No Man's Land 41 avec Sandra Romain
- 2007 : Mature Women with Younger Girls Orgy 2
- 2008 : Girlvana 4 avec Renae Cruz et Alexis Texas
- 2008 : No Man's Land 44 avec Lindsey Meadows et Shawna Lenee
- 2009 : Belladonna: No Warning 4 avec Dana DeArmond
- 2009 : Women Seeking Women 50 avec Dia Zerva et Prinzzess
- 2009 : Women Seeking Women 53 avec Lilly Lovely
- 2010 : Lesbian Seductions: Older/Younger 33 avec Cala Craves et Elise Graves
- 2011 : Lesbian Adventures: Wet Panties Trib 2 avec Taylor Vixen
- 2012 : Lesbian Adventures: Strap-On Specialists 4 avec Leilani Leeanne
- 2012 : Belladonna: No Warning 7 avec Chastity Lynn
- 2013 : Lesbian Office Seductions 8 avec Maddy O'Reilly
- 2014 : Women Seeking Women 107 avec Elise Graves et Elexis Monroe
- 2014 : Lesbian Adventures: Strap-On Specialists 6 avec Chloe Foster
- 2015 : Women Seeking Women 114 avec Evie Delatosso et Claire Adams
- 2016 : Lesbian Adventures: Strap-On Specialists 10 avec Janice Griffith
- 2017 : Lesbian Anal Sex Slaves 3 avec Ariel X (scène 1) ; Casey Calvert (sc.2) ; Kristina Rose (sc.3) ; Penny Pax (sc.4)
- 2018 : Whipped Ass 25 - Tag Teaming Threesomes avec Bella Rossi et Penelope Reed

## Récompenses

### Prix
- 2009 : AVN Award – Best All-Girl 3-Way Sex Scene – Belladonna's Girl Train – avec Belladonna, Kimberly Kane et Aiden Starr.
- 2019 : XBIZ Award du réalisateur trans de l'année[4]

### Nominations
- 2009 : AVN Award nominee – Best All-Girl Group Sex Scene pour Bree's Slumber Party – avec Kayden Kross, Bree Olson, Penny Flame et Aiden Starr.